# Henri Joly (philosophe)
Pour les articles homonymes, voir Henri Joly.
Henri Joly, né le 19 octobre 1927 à Lyon et mort le 22 août 1988 à Morsiglia, est un historien français de la philosophie, spécialiste de Platon et du rapport de la philosophie antique au langage. Outre ses travaux en histoire de la philosophie, il est notamment connu comme traducteur d'Erwin Panofsky.

## Biographie
Élève de l'École normale supérieure, il obtient l'agrégation de philosophie en 1957.
Après avoir enseigné en lycée, il est élu maître assistant à l'Université de Clermont-Ferrand en 1960, puis à l'Université de Grenoble en 1966, où il devient professeur. C'est à Grenoble qu'il fonde en 1979 le « Groupe de recherche sur la philosophie et le langage », qui obtient le statut d'« équipe associée » du CNRS en 1985. Il enseigne en outre comme professeur extraordinaire à la chaire de philosophie antique de l'Université de Genève.
Comme Pierre Bourdieu il est traducteur de Erwin Panofsky en langue française (Idea. Contribution à l'histoire du concept de l'ancienne théorie de l'art).
Il meurt noyé en Corse à l'âge de soixante et un ans, sur la plage de Ragamù, également appelée le « Cimetière aux ânes », près du village de Centuri, dans le nord de l'île. Il est inhumé au cimetière de Venon, près de Grenoble.
Sa femme, Françoise Joly, retrace les circonstances de sa disparition soudaine dans son livre publié en 2000, Ragamù. Il laisse derrière lui ses deux enfants, Guillaume et Claire.

## Publications
- Le Renversement platonicien : logos, épistémè, polis, Paris, Vrin, « Bibliothèque d'histoire de la philosophie », 1974. Ce livre a depuis été réédité dans la collection « Tradition de la pensée classique » que dirige Monique Dixsaut.
- Erwin Panofsky, Idea. Contribution à l'histoire du concept de l'ancienne théorie de l'art (trad. Henri Joly), Paris, Gallimard, TEL, 1984[3].
- Études platoniciennes : la question des étrangers, Paris, Vrin, 1992.